# اندیس روستای چشمه سیر
روستای چشمه سیر یک اندیس فلزی است که در حوالی شهر سلطان آباد استان خراسان قرار دارد و مادهٔ معدنی موجود در آن، مس است.سنگ میزبان این اندیس سرپانتینیت است  در این اندیس، پاراژنز‌های هماتیت یافت می‌شوند.